# Jordan Ladd

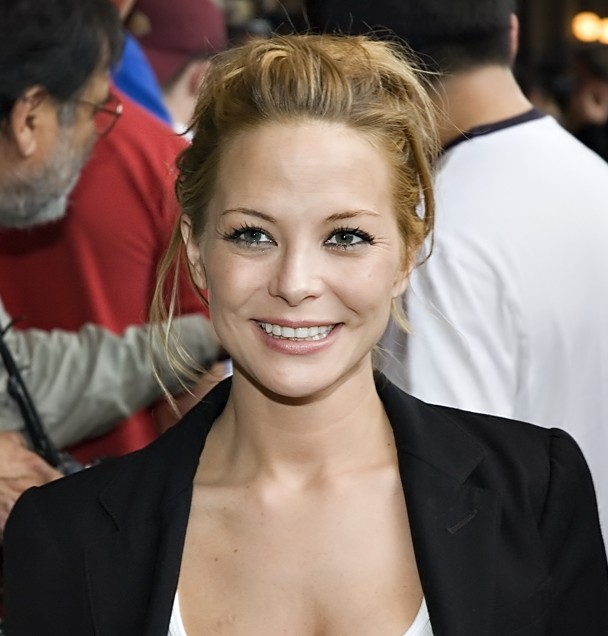
Jordan Ladd (2007)

Jordan Elizabeth Ladd (* 14. Januar 1975 in Hollywood, Kalifornien) ist eine US-amerikanische Schauspielerin.

## Leben und Leistungen
Jordan Ladd stammt aus der Schauspielerfamilie Ladd, sie ist die Tochter der Schauspielerin Cheryl Ladd und des Filmproduzenten David Ladd. Bereits ihre Großeltern Alan Ladd und Sue Carol waren als Schauspieler tätig. Sie debütierte in einer Hauptrolle im Fernsehfilm Spuren der Vergangenheit (1990), im Horrorfilm Nosferatu – Vampirische Leidenschaft (1994) spielte sie neben Alyssa Milano. Im Film Stardust – Entscheidung in Hollywood (1997) spielte sie neben Daphne Zuniga eine der größeren Rollen. Sowohl im Fernsehfilm True Romance (2000) wie auch im Horrorfilm Cabin Fever (2002) spielte sie eine der Hauptrollen.
Ladd erhielt eine Hauptrolle im Film The Doom Generation (1995) von Gregg Araki, auf die sie jedoch aufgrund des Widerstands von Cheryl Ladd verzichtete. Die Rolle übernahm später Rose McGowan. Das Angebot einer Rolle im Actionfilm 3 Engel für Charlie schlug Ladd aus, weil sie nicht mit ihrer Mutter verglichen werden wollte, die eine der Hauptrollen in der Fernsehserie Drei Engel für Charlie spielte. 2012 stand Ladd für Liz Adams Action-Film Flight 23 – Air Crash vor der Kamera, einen B-Movie von The Asylum.

## Filmografie (Auswahl)
- 1990: Spuren der Vergangenheit (The Girl Who Came Between Them)
- 1994: Nosferatu – Vampirische Leidenschaft (Embrace of the Vampire)
- 1997: Nowhere
- 1997: Im Sog der Gier (Weapons of Mass Distraction)
- 1997: Stardust – Entscheidung in Hollywood (Stand-ins)
- 1999: Ungeküsst (Never Been Kissed)
- 1999: Junked
- 2000: The Deadly Look of Love
- 2000: Best Actress
- 2000: Boys Life 3
- 2000: The Specials
- 2002: Cabin Fever
- 2004: Club Mad (Club Dread)
- 2004: Madhouse – Der Wahnsinn beginnt (Madhouse)
- 2004: Dog Gone Love
- 2005: AbServiert (Waiting...)
- 2006: Inland Empire
- 2007: Death Proof – Todsicher
- 2007: Hostel 2
- 2007: It Was One of Us (Betrayals,  Fernsehfilm)
- 2008: Al’s Beef  (Kurzfilm)
- 2009: Grace
- 2009: The Wishing Well (Fernsehfilm)
- 2012: Flight 23 – Air Crash (Air Collision)
- 2012: Awaken
- 2012: Murder on the 13th Floor
- 2015: Brentwood Strangler (Kurzfilm)
- 2017: The Assault
- 2018: The Christmas Contract (Fernsehfilm)
- 2019: The Untold Story
- 2019: Satanic Panic
- 2020: Voices